# Berengaria a Portugaliei
Berengaria a Portugaliei (portugheză Berengária; daneză Bengjerd; n. 1198, Coimbra, Portugalia – d. 27 martie 1221, Ringsted, regiunea Sjælland, Danemarca), a fost infantă portugheză și regină consort a Danemarcei. A fost una din cele cinci fiice ale regelui Sancho I al Portugaliei și a reginei Dulce de Aragon. S-a căsătorit cu regele Valdemar al II-lea al Danemarcei și a fost mama a trei regi danezi: Eric al IV-lea, Abel și Christopher I.

## Biografie
Berengaria a fost al zecelea din cei unsprezece copii ai regelui Sancho I al Portugaliei și a soției acestuia, Dulce de Aragon. La vârsta de 17 ani, în 1212, Berengaria a rămas orfană; tatăl ei a murit în 1212 în timp ce mama ei murise în 1198. 

### Căsătorie și copii
Berengaria i-a fost prezentată regelui Valdemar al II-lea al Danemarcei de către sora lui, Ingeborg, soția regelui Filip al II-lea al Franței. În acel moment ea era la curtea Franței. În 1214 Valdemar s-a căsătorit cu Berengaria; prima lui soție Margareta de Boemia murise cu doi ani înainte dând naștere celui de-al doilea fiu al lor. În cei șapte ani de mariaj, Berengaria  și Valdemar au avut următorii copii:
- Eric al IV-lea al Danemarcei (1216 - 10 august 1250)
- Sophie (1217 - 1247), s-a căsătorit in 1230 cu Ioan I, Margraf de Brandenberg
- Abel al Danemarcei (1218 - 29 iunie 1252)
- Christopher I al Danemarcei (1219 - 29 mai 1259)
- un copil care a murit la naștere (1221)

### Regină
Prima soție a lui Valdemar s-a bucurat de popularitate în rândul poporului, era blondă și cu aspect nordic. Regina Berengaria era opusă, descrisă ca o frumusețe brunetă cu ochi negri.
Danezii au creat cântece populare despre Berengaria și au dat vina pe ea pentru taxele ridicate percepute de Valdemar, deși impozitele au mers la eforturile sale de război, nu doar la regina lui. Marea popularitate a fostei regine a îngreunat drumul noii regine spre inima danezilor. Ea a făcut donații către biserici și mănăstiri. Berengaria a fost prima regina daneză cunoscută a fi purtat o coroană, care este menționată în inventarul bunurilor sale (1225).
În 1221 Berengaria, după ce a dat naștere a trei viitori regi, a murit la naștere. Regina Berengaria este înmormântată la biserica Sf. Bendt din Ringsted, Danemarca.